# Lawless Darkness
Lawless Darkness – czwarty album studyjny szwedzkiej grupy muzycznej Watain. Wydawnictwo ukazało się 7 czerwca 2010 roku w Europie oraz dzień później w Stanach Zjednoczonych nakładem wytwórni muzycznej Season of Mist. Nagrania zostały zarejestrowane w Necromorbus Studio w Alvik w Szwecji we współpracy z producentem muzycznym i byłym członkiem koncertowym Watain - Tore Stjerna.
Płytę poprzedził wydany 30 kwietnia 2010 roku singel Reaping Death, który został dołączony do magazynu muzycznego Sweden Rock Magazine. Wydawnictwo uzyskało status złotej płyty w Szwecji sprzedając się w nakładzie 10 000 egzemplarzy.
Album Lawless Darkness zadebiutował na 42. miejscu listy Top Heatseekers w Stanach Zjednoczonych, sprzedając się w przeciągu tygodnia od premiery w nakładzie 1000 egzemplarzy. Z kolei w Szwecji płyta dotarła do 26. miejsca na liście Sverigetopplistan.	

## Lista utworów
Opracowano na podstawie materiału źródłowego.
| Nr  | Tytuł utworu                                        | Długość |
| --- | --------------------------------------------------- | ------- |
| 1.  | „Death's Cold Dark”                                 | 05:29   |
| 2.  | „Malfeitor”                                         | 06:58   |
| 3.  | „Reaping Death”                                     | 05:07   |
| 4.  | „Four Thrones”                                      | 06:16   |
| 5.  | „Wolves Curse”                                      | 09:12   |
| 6.  | „Lawless Darkness” (utwór instrumentalny)           | 06:08   |
| 7.  | „Total Funeral”                                     | 06:04   |
| 8.  | „Hymn to Qayin”                                     | 05:57   |
| 9.  | „Kiss of Death”                                     | 07:46   |
| 10. | „Waters of Ain”                                     | 14:31   |
| 11. | „Chains of Death” (cover Death SS, utwór dodatkowy) | 04:33   |
|     |                                                     | 1:18:01 |

## Twórcy
Opracowano na podstawie materiału źródłowego.

- Erik "E." Danielsson - śpiew, gitara basowa
- Pelle "P." Forsberg - gitara rytmiczna, gitara prowadząca
- Håkan "H." Jonsson - perkusja
- Carl McCoy - gościnnie wokal
- Selim "SL/TDB/AO" Lemouchi - gościnnie gitara prowadząca
- Sethlans Teitan - słowa utworu "Hymn to Qayin"
- Pete Helmkamp - słowa utworu "Total Funeral"
- Zbigniew Bielak - okładka, oprawa graficzna
- Tore Stjerna - produkcja muzyczna, miksowanie, mastering

## Wydania
| Rok  | Nr katalogowy | Format           | Wytwórnia                   | Region | Źródło |
| ---- | ------------- | ---------------- | --------------------------- | ------ | ------ |
| 2010 | SOM203        | CD Box Collector | Season of Mist              | Świat  | [ 1 ]  |
| 2010 | SOM203        | CD               | Season of Mist              | Świat  | [ 1 ]  |
| 2010 | SOM203        | CD Digipack      | Season of Mist              | Świat  | [ 1 ]  |
| 2010 | NED025        | 2xLP             | Norma Evangelium Diaboli    | Europa | [ 13 ] |
| 2010 | SOM 203       | CD               | Soyuz Music, Season of Mist | Rosja  | [ 13 ] |

## Listy sprzedaży
| Lista             | Kraj              | Pozycja |
| ----------------- | ----------------- | ------- |
| Top Heatseekers   | Stany Zjednoczone | 42      |
| Sverigetopplistan | Szwecja           | 28      |